# Magda (auteur)
Pour les articles homonymes, voir Magda et Seron.
Magda Seron, née le 28 août 1956 à Bruxelles (province de Brabant), est une dessinatrice de bande dessinée réaliste qui signe les albums de son seul prénom, Magda (le nom « Seron » étant déjà utilisé comme signature par Pierre Seron).

## Biographie
Magda Seron naît le 28 août 1956 à Bruxelles.
En 1977, elle intègre le studio d'Édouard Aidans. Magda et Bernard Linssen publient dans la presse sous le nom de plume Cary pour le quotidien Vers l'Avenir,.
À partir de 1978, elle collabore avec Chris Lamquet, notamment sur la série d'aventures écologiques Marie Meuse et Gilles Roux, qui paraît dans Tintin de 1979 à 1988. La série compte 4 albums aux éditions du Lombard. Marie Meuse est proche de sa créatrice : « Elle est libre, franche, épanouie et déterminée. »
C'est en 1990 qu'elle commence à dessiner la série Charly, scénarisée par Denis Lapière, pour Le Journal de Spirou. Cette bande dessinée de science-fiction réaliste se déroule à notre époque. Un petit garçon y découvre un jouet doté de pouvoirs effrayants. La série compte 13 tomes ainsi qu'une intégrale en trois volumes publiée par les éditions Dupuis.
En outre, elle participe aux albums collectifs L'Aventure du journal Tintin - 40 ans de bande dessinée (Le Lombard, 1986) et La B.D. chante Brel - Ces gens-là - J'arrive (Brain Factory, 1988), Tintin numéro spécial 77 ans (Moulinsart, 2023).

### Vie privée
Elle vit à Liège avec son époux Olivier Wozniak.

## Publications

### Albums de bande dessinée
- 1. Les Survivants des terres froides[9], Deligne, Bruxelles, 1979
Scénario et dessin : Cary (Bernard Linssen - Magda Seron) - Couleurs : noir et blanc,Tumak (Les Aventures de).
- Les Aventures de Marie Meuse et Gilles Roux[10]
- 1. La Molaire de Mindanao, Le Lombard, Bruxelles, 1985
Scénario : Chris Lamquet - Dessin : Magda - Couleurs : quadichromie -  (ISBN 2-8036-0534-1)
- 2. L’Eau carnivore, Lombard, Bruxelles, 1985
Scénario : Chris Lamquet - Dessin : Magda - Couleurs : quadichromie -  (ISBN 2-8036-0551-1)
- 3. Dawa Virunga, Lombard, Bruxelles, 1987
Scénario : Chris Lamquet - Dessin : Magda - Couleurs : quadichromie -  (ISBN 2-8036-0605-4)
- 4. La Sève du maïs, Lombard, Bruxelles, 1988
Scénario : Chris Lamquet - Dessin : Magda - Couleurs : quadichromie -  (ISBN 2-8036-0680-1)
- Les Aventures de Marie Meuse et Gilles Roux (inédit en album)
  - Huit histoires courtes et deux gags
  - Le Fou d’Alguam
- Charly
- 1. Jouet d'enfer, Dupuis, coll. « Repérages », Marcinelle, 1991
Scénario : Denis Lapière - Dessin : Magda - Couleurs : Jean-Philippe Stassen - (ISBN 2-8001-1814-8)
- 2. L'Île, Dupuis, coll. « Repérages », Marcinelle, 1992
Scénario : Denis Lapière - Dessin : Magda - Couleurs : Magda et Catherine Gillain/ Frédéric Daminet - (ISBN 2-8001-1892-X)
- 3. Le Réveil, Dupuis, coll. « Repérages », Marcinelle, 1993
Scénario : Denis Lapière - Dessin : Magda - Couleurs : Cerise - (ISBN 2-8001-2008-8),Décors : Marcel Jaradin
- 4. Le Piège, Dupuis, coll. « Repérages », Marcinelle, 1994
Scénario : Denis Lapière - Dessin : Magda - Couleurs : Cerise - (ISBN 2-8001-2133-5),Décors : Marcel Jaradin
- 5. Cauchemars, Dupuis, coll. « Repérages », Marcinelle, 1996
Scénario : Denis Lapière - Dessin : Magda - Couleurs : Cerise - (ISBN 2-8001-2255-2)
- 6. Le Tueur, Dupuis, coll. « Repérages », Marcinelle, 1997
Scénario : Denis Lapière - Dessin : Magda - Couleurs : Cerise - (ISBN 2-8001-2423-7)
- 7. L'Innocence[11], Dupuis, coll. « Repérages », Marcinelle, 1998
Scénario : Denis Lapière - Dessin : Magda - Couleurs : Cerise - (ISBN 2-8001-2629-9)
- 8. Les Yeux de feu, Dupuis, coll. « Repérages », Marcinelle, 1999
Scénario : Denis Lapière - Dessin : Magda - Couleurs : Scarlett - (ISBN 2-8001-2847-X)
- 9. Messages d'outre-temps, Dupuis, coll. « Repérages », Marcinelle, 2000
Scénario : Denis Lapière - Dessin et couleurs : Magda - (ISBN 2-8001-2980-8)
- 10. Ange[12],[13], Dupuis, coll. « Repérages », Marcinelle, 2002
Scénario : Denis Lapière - Dessin : Magda - Couleurs : Céline Puthier - (ISBN 2-8001-3147-0)
- 11. Une vie éternelle[14], Dupuis coll. « Repérages », Marcinelle, 2004
Scénario : Denis Lapière - Dessin : Magda - Couleurs : Magda et Céline Puthier - (ISBN 2-8001-3526-3)
- 12. Assassin[15] !, Dupuis coll. « Repérages », Marcinelle, 2006
Scénario : Denis Lapière - Dessin : Magda - Couleurs : Magda, Céline Puthier et Laurence Trouvé - (ISBN 2-8001-3703-7)
- 13. Une vie d'enfer[16],[17], Dupuis, coll. « Repérages », Marcinelle, 2007
Scénario : Denis Lapière - Dessin : Magda - Couleurs : Angélique Césano -  (ISBN 978-2-8001-3928-9)
- Int. 1. Intégrale 1, Dupuis, Marcinelle, 7 juin 2013
Scénario : Denis Lapière - Dessin : Magda - Couleurs : quadrichromie -  (ISBN 978-2-8001-5887-7)
- Int. 2. Intégrale 2, Dupuis, Marcinelle, 6 juin 2014
Scénario : Denis Lapière - Dessin : Magda - Couleurs : Cerise -  (ISBN 978-2-8001-6093-1)
- Int. 3. Intégrale 3[18], Dupuis, Marcinelle, 21 août 2015
Scénario : Denis Lapière - Dessin : Magda - Couleurs : quadrichromie -  (ISBN 978-2-8001-6346-8)

- Les Petits Adieux[8],[19], Le Lombard, coll. « Signé », Bruxelles, 13 novembre 2009
Scénario : Marvano - Dessin et couleurs : Magda -  (ISBN 978-2-8036-2581-9)
- Secrets : Cavale, scénario de Frank Giroud et Florent Germaine, Dupuis
  - Tome 1[20], juin 2013 (ISBN 978-2-8001-5733-7)
  - Tome 2, janvier 2014 (ISBN 978-2-8001-5492-3)
  - Tome 3, novembre 2014 (ISBN 978-2-8001-6001-6)

- Sherman t. 7 : Le Dernier Acte de Ludwig. Londres[21], scénario de Stephen Desberg, Le Lombard, 2017  (ISBN 978-2-8036-3682-2)

### Collectifs
- L'Aventure du journal Tintin - 40 ans de bande dessinée[22], Le Lombard, Bruxelles, novembre 1986
Scénario et couleurs : collectif - Dessin : collectif dont Magda -  (ISBN 2-8036-0574-0),Participation : scénario de Marie Meuse et Gilles Roux.
- INT2. La B.D. chante Brel - Ces gens-là - J'arrive, Brain Factory, septembre 1988
Scénario : collectif - Dessin : collectif dont Magda - Couleurs : quadrichromie -  (ISBN 1-87085-806-9),Contribution : Les Bigottes (4 planches).
- Marie Moinard et collectif, En chemin elle rencontre... : Les artistes se mobilisent contre la violence faite aux femmes, Des ronds dans l'O / Amnesty International, septembre 2009, 96 p. (ISBN 978-2-917237-06-9)
- Numéro spécial 77 ans - L'hommage des auteurs et autrices d'aujourd'hui aux personnages mythiques du journal Tintin, Éditions Moulinsart-Le Lombard, Bruxelles, 8 septembre 2023
Scénario : collectif - Dessin : collectif dont Magda - Couleurs : quadrichromie -  (ISBN 2-85815-201-2)

### En revues et journaux
- François Silence et Louise Saint-Louis[23],[24] : Les Sortilèges de Keewatin, Dessin : Magda, Cary, Scénario : Chris Lamquet, Tremplin no 1, 1981 à no 44-47, 1982.

## Prix et récompenses
- 1991 :  prix Stripschap de l'album de l'année pour Jouet d'enfer avec Denis Lapière[25] ;
- 2019 :  prix Ornenbulle, décerné lors de la Fête de la BD et de l'Image, à Flers de l'Orne pour Les Petits Adieux[26].

#### Livres
: document utilisé comme source pour la rédaction de cet article.
- Henri Filippini, Dictionnaire de la bande dessinée, Paris, Bordas, 1989, 731 p., ill. ; 27 cm (ISBN 2-04-018455-4, OCLC 1244909550, BNF 35065653, présentation en ligne), p. 335, 646.
- Jean-Louis Lechat, Un demi-siècle d’aventures t. 2 : 1970 - 1996, Bruxelles, Le Lombard, 5 décembre 1996, 224 p., ill. ; 31 cm (ISBN 280361233X, OCLC 37995939, BNF 37539082, présentation en ligne), p. 80, 95. .
- Jean Pirotte (dir.) et Luc Courtois, Du régional à l'universel. : L'imaginaire wallon dans la bande dessinée., Louvain-la-Neuve, Fondation wallonne Pierre-Marie et Jean-François Humblet, 1999, 310 p. (ISBN 978-2-9600072-3-7 et 2960007239, OCLC 1075833932), p. 249 lire sur Google Livres
- Jacques Fiérain, « Magda », dans La BD dans les provinces de Liège, Namur et Luxembourg, Charleroi, Éd. l'Âge d'or, 2004, 112 p., ill. ; 31 cm (ISBN 9782960019698, OCLC 470388297, présentation en ligne), p. 70. .
- Suzanne Van Rokeghem, Jacqueline Aubenas et Jeanne Vercheval-Vervoort, Des femmes dans l'histoire en Belgique, Luc Pire Éditions, 2006, 303 p., ill. ; 28 cm (ISBN 9782874155239 et 2-87415-523-3, OCLC 470723855, présentation en ligne), p. 247. ,lire sur Google Livres
- Patrick Gaumer, « Magda », dans Dictionnaire mondial de la BD, Paris, Larousse, 2010, 953 p., ill. ; 27 cm (ISBN 978-2-0358-4331-9 et 2-0358-4331-6, OCLC 920924930, présentation en ligne), p. 548-549. .
- Philippe Mellot, Michel Denni, Laurent Turpin et Isabelle Morzadec, Trésors de la bande dessinée : BDM 2021-2022 - Catalogue encyclopédique et Argus, Paris, Les Arènes, novembre 2020, 22e éd., 1700 p., ill. ; 23 cm (ISBN 9791037502582, OCLC 1240308146, présentation en ligne), p. 1242. .

#### Périodiques
- Hugues Dayez, « Les Aventures d'un journal : photo de Magda Charly a 16 ans », Spirou, Dupuis, no 3900,‎ 9 janvier 2013, p. 25.

#### Articles
- Magda et Marvano (interviewés par Nicolas Anspach), « Marvano et Magda : "Les petits Adieux est un album né suite à lecture du journal d’une victime d’un pédophile " », ActuaBD,‎ 17 février 2010 (lire en ligne, consulté le 13 juillet 2022).

### Podcasts
- Émission numéro 43 Magda Seron et Olivier Wozniak (Special Guest Denis Lapière) sur 48FM via Mixcloud, (1 h 23 min 40 s).

### Vidéographie
- [vidéo] « Magda interview "Liège, terre de BD", festival international de la BD de Liège, 24e édition (2017) », sur YouTube